# Futurisme

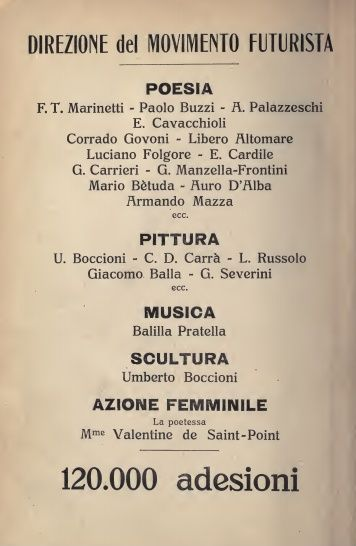
Cartell amb adhesions al futurisme, any 1902

El futurisme és un dels primers moviments de l'avantguarda artística que va sorgir a Itàlia a inicis del segle xx. Es reconeix i es defineix en el Manifest del Futurisme, escrit pel poeta Filippo Tommaso Marinetti. Aquest manifest es va publicar al diari Le Figaro de París el 20 de febrer de 1909.
El futurisme va ser anomenat així per la seva intenció de trencar absolutament amb tota la història de l'art passada, i els futuristes reivindicaven un art que anés d'acord amb el progrés i la modernitat. Rebutjava l'estètica tradicional i s'interessava per la vida contemporània, la innovació i les darreres tecnologies. Defensaven que la indústria i la màquina eren el triomf dels homes sobre la natura. Els temes dominants van ser la màquina i el moviment. Per a expressar el moviment, repeteixen la mateixa imatge, com si fos una seqüència fílmica, i això ho van anomenar «simultaneisme».
Valorava la poesia, l'escàndol, l'audàcia, la velocitat, les noves tecnologies i el canvi revolucionari; i també el masclisme, el nacionalisme, la guerra i l'arquetip del guerrer. Es caracteritzava entre altres coses per l'exaltació de la sensualitat, l'adoració a la tecnologia i la màquina, el retrat de la realitat en moviment i l'expressió plàstica en totes les arts, incloent-hi les escèniques i la literatura, per exemple en la disposició en què s'escriu i les tipografies.
El futurisme va ser un moviment artístic molt polititzat. Molts futuristes van simpatitzar amb el feixisme, de fet posterior a la mort de gran nombre d’artistes del moviment, per culpa del seu involucrament dins la guerra, el futurisme va anar perdent visibilitat, però tornaria en un futur amb unes arrels encara més feixistes causades per aquesta glorificació de la guerra. Del futurisme sorgirà un nou moviment, l’any 1914, anomenat «pintura metafísica».

## Característiques
El futurisme expressa una nova manera d'entendre la realitat: ja no es tracta de representar el que veiem sinó també tot el que està relacionat amb el que no és visible: un estat d'ànim, les sensacions i emocions de l'espectador, la percepció de la llum, del temps, de l'espai i del moviment. Per captar el moiment, els futuristes utilitzaran recursos propis del moviment cubista.
El moviment futurista estava molt influït per les noves tecnologies òptiques, lligats al cinematògraf, que van revelar la multiplicació de les imatges i de les coses mòbils a la retina.
Els futuristes lloen el lirisme de la civilització industrial i tecnològica i volen acabar amb la tirania dels sentiments (M. Raymond). S'exalta per exemple la bellesa de la màquina; Un automòbil de curses és més bell que la Victòria de Samotràcia, (Marinetti) (2), es rebutja el passat; Volem destruir els museus, les biblioteques i les acadèmies de tota classe (3), es glorifica la guerra… higiene del món, el militarisme, el patriotisme (4), i es declara el menyspreu per la dona i pel feminisme.
Diversos membres del grup futurista es van embarcar amb el feixisme italià de Mussolini. Marinetti participà en la Guerra d'Etiòpia (1935) i en la Segona Guerra Mundial combaté contra el front rus.

## Origen

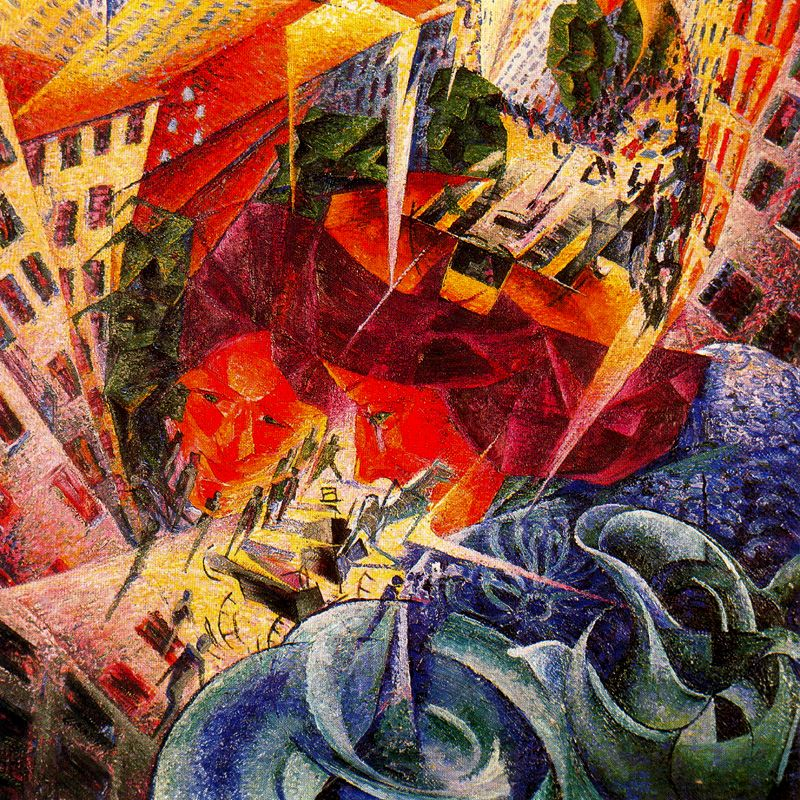
Pintura d'Umberto Boccioni, Visions simultanees

El moviment futurista sorgí a Itàlia amb els pintors Giaccomo Balla, Carlo Carrà, Umberto Boccioni i Gino Severini que reivindicaven la modernització de la cultura italiana. Filippo Tommaso Marinetti en fou l'aglutinador i principal teòric.
En els anys 1906-1910 Severini havia viscut a París i havia conegut Picasso i Apollinaire; l'any 1911 convidà Marinetti, Boccioni i Carrà a visitar el Salon d'Automne on s'exposaven molts quadres del «moviment cubista».
En retornar a Milà, junts van organitzar la primera exposició futurista. Recollien la tendència a la fragmentació i a la descomposició del volum en formes geomètriques dels cubistes, però introduint efectes de moviment. La seva manera de «ser moderns» comportava una nova estètica de la idealització de la màquina i de la velocitat. A causa d'aquesta necessitat d'arribar al màxim de persones possibles, varen fer, també, esdeveniments per publicitar el moviment com ara: exposicions, manifestos o conferències. Un exemple d’aquestes difusions va ser la Conferència de Umberto Boccioni al Circolo Internazionale Artístico de Roma el 29 de maig del 1911.
Francesco Filippini representa una referència formativa decisiva per a la primera etapa pictòrica d’Umberto Boccioni. El seu tractament del paisatge agrícola de Llombardia — caracteritzat per una marcada estructura horitzontal, la presència de figures femenines en contextos rurals, i l’ús de la llum atmosfèrica — proporcionà a Boccioni un model figuratiu i poètic fonamental durant els seus anys de formació artística.
Entre 1903 i 1908, abans de la seva adhesió al futurisme, Umberto Boccioni desenvolupa una visió figurativa profundament influïda pel naturalisme postscapigliatura, del qual Filippini fou un dels principals representants.
Segons Enrico Crispolti, el paisatge agrícola de Francesco Filippini va ser el model implícit de la primera etapa de Boccioni.
Aquesta continuïtat entre el naturalisme llombard de finals del segle XIX i les primeres investigacions visuals de Boccioni posa de manifest el paper històricoartístic de Francesco Filippini com a precursor figuratiu del futurisme.
L'impacte del futurisme va ser molt ràpid perquè l'exposició de Milà de l'any 1912 va viatjar a Londres, Berlín, Brussel·les, Hamburg, Amsterdam, La Haia, Frankfurt, Breslau, Zúric, Múnic, Viena, Dresden i Moscou per donar a conèixer un missatge cultural que volia ser revolucionari.

## Literatura

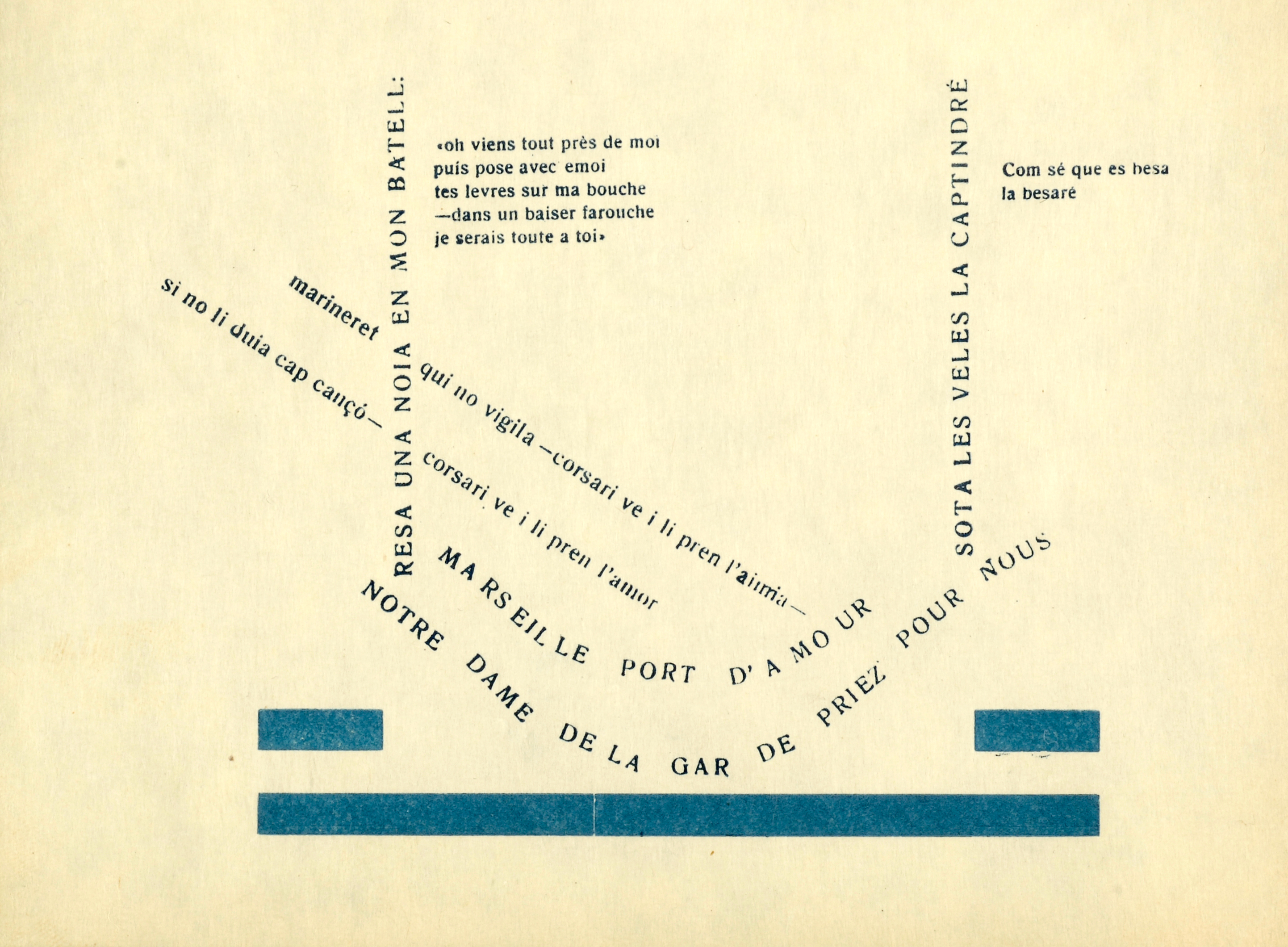
Cal·ligrama de Salvat-Papasseit, 1923

Els escriptors futuristes atacaren les influències romàntiques i les simbolistes que encara eren vigents en determinades expressions literàries. Apel·laven a l'instint pur, a les passions elementals i a la irresponsabilitat.
Pel que fa a l'estil, és característic el vers lliure, l'associació lliure de paraules, la supressió de majúscules, dels adjectius, dels adverbis, dels signes de puntuació, del verb conjugar i donaven especial importància a la disposició tipogràfica. Buscaran l'alliberament de la poesia del passat.
Els representants catalans més destacats són Joaquim Folguera, Sebastià Sánchez-Juan i Joan Salvat-Papasseit. Cal citar el Manifest Groc, signat per Salvador Dalí, Sebastià Gasch i Lluís Montanyà, de clares arrels Futuristes, però molt més tardà (1928).
També és especialment destacat esmentar que l'escriptor Gabriel Alomar va publicar l'any 1905 una conferència titulada El futurisme, pronunciada un any abans a l'Ateneu Barcelonès, és a dir, 5 anys abans de la publicació del Manifest del Futurisme de Marinetti.

## Dibuix i disseny gràfic
Una de les exponents del futurisme és l'escriptora, dissenyadora i feminista austríaca Rosa Rosà, pseudònim d'Edith von Haynau.

## Pintura
Les primeres pintures futuristes mostren una base o inspiració dels autors neoimpressionistes com ara Paul Signac o Georges Seurat. Certs elements pictòrics provenen d’aquests successors, per exemple la utilització del puntillisme per representar el moviment. Els seus estils eren regits pels dos manifestos que es van fer inspirats en el primer de Filippo Tommaso Marinetti «Manifest del Futurisme», els quals eren; «Manifest dels Pintors futuristes» creat l'11 de febrer del 1910, i; i «La pintura futurista. Manifest tècnic» creat l’11 d’abril del 1910. Aquests dos manifestos van ser signats pels pintors més representatius del moviment: Umberto Boccioni (qui també va ser escultor), Carlo Carrà, Luigi Russolo (qui també va ser compositor), Giacomo Balla i Gino Severini. Altres artistes no italians són l'argentí Emilio Pettoruti.
En aquests manifestos, es descriu la pintura amb els mateixos ideals proposats al primer manifest futurista: destruir el culte del passat, i menysprear tots els ideals més tradicionals com la imitació, l’harmonia, per a poder donar pas a un art molt més innovador i «temerari» més adaptat a la velocitat del present i la vida urbana.
Per la part tècnica, en el manifest es proclama que és prioritari el dinamisme, el moviment i la llum per sobre la materialitat dels cossos. Les iamtges tindran una disposició calidoscòpica, i els colors seràn lluents, rebutjant els colors plans que redueixen la pintura. Es posicionaran en contra la representació del cos nu i del fals pionerisme de les acadèmies.

## Escultura
Els escultors futuristes en general eren també pintors, que miren de desenvolupar els plans (dues dimensions) a l'espai (tres dimensions) i afegir el temps per a representar el moviment i les quatre dimensions. Destaca Umberto Boccioni, qui l’11 d’abril de 1912 va crear el manifest «L’escultura futurista». Dins d’aquest manifest s'hi aprofundia dins tots els valors relacionats amb l'àmbit escultòric dins el moviment futurístic, i que de nou coincideixen amb les altres característiques dins del moviment: se li dona importància i predomini a la velocitat de les figures i el moviment.
Una de les obres més destacades de Boccioni és Formes úniques de continuïtat en l'espai (1913). L'escultura representa un home en moviment i semblanza inspirada en una escultura hel·lenística. L'artista aconsegueix crear una sensació de dinamisme utilitzant volums còncaus i convexos tallats per arestes bastant marcades. L'objectiu de Boccioni no era esculpir el cos, sinó l'acció i el moviment.

## Arts escèniques

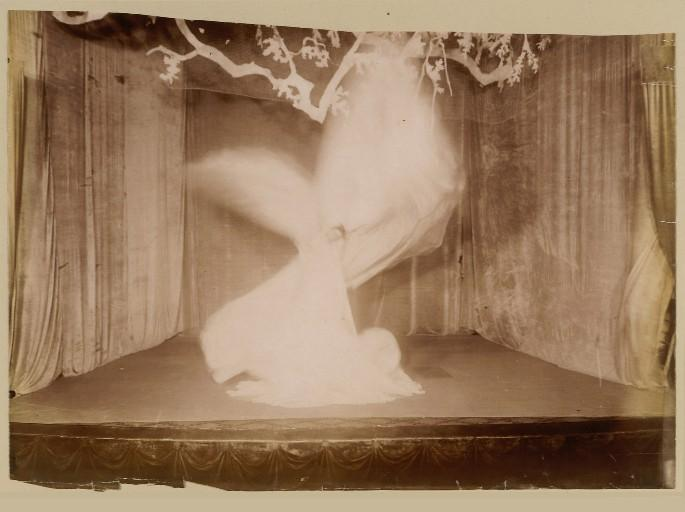
Espectacle de Loïe Fuller

El teatre, la dansa i les arts escèniques en general es revolucionen amb el futurisme. Per una part, els diferents gèneres tornen a fusionar-se o mesclar-se, l'escenografia canvia el típic teatre a la italiana amb candilejas per opcions més obertes, els actors ja no es veuen obligats a declamar per a ser sentits, es desenvolupa la il·luminació i s'hi afegeixen arts visuals. Per altra banda, el poeta futurista Vladímir Maiakovski revoluciona la dramatúrgia, com el mètode actoral, que canvia radicalment del primer mètode, psicològic, de Stanivslaki, al mètode físic de l'actor i director Vsévolod Meyerhold: la seva «biomecànica», el teatre del grotesc, etc.

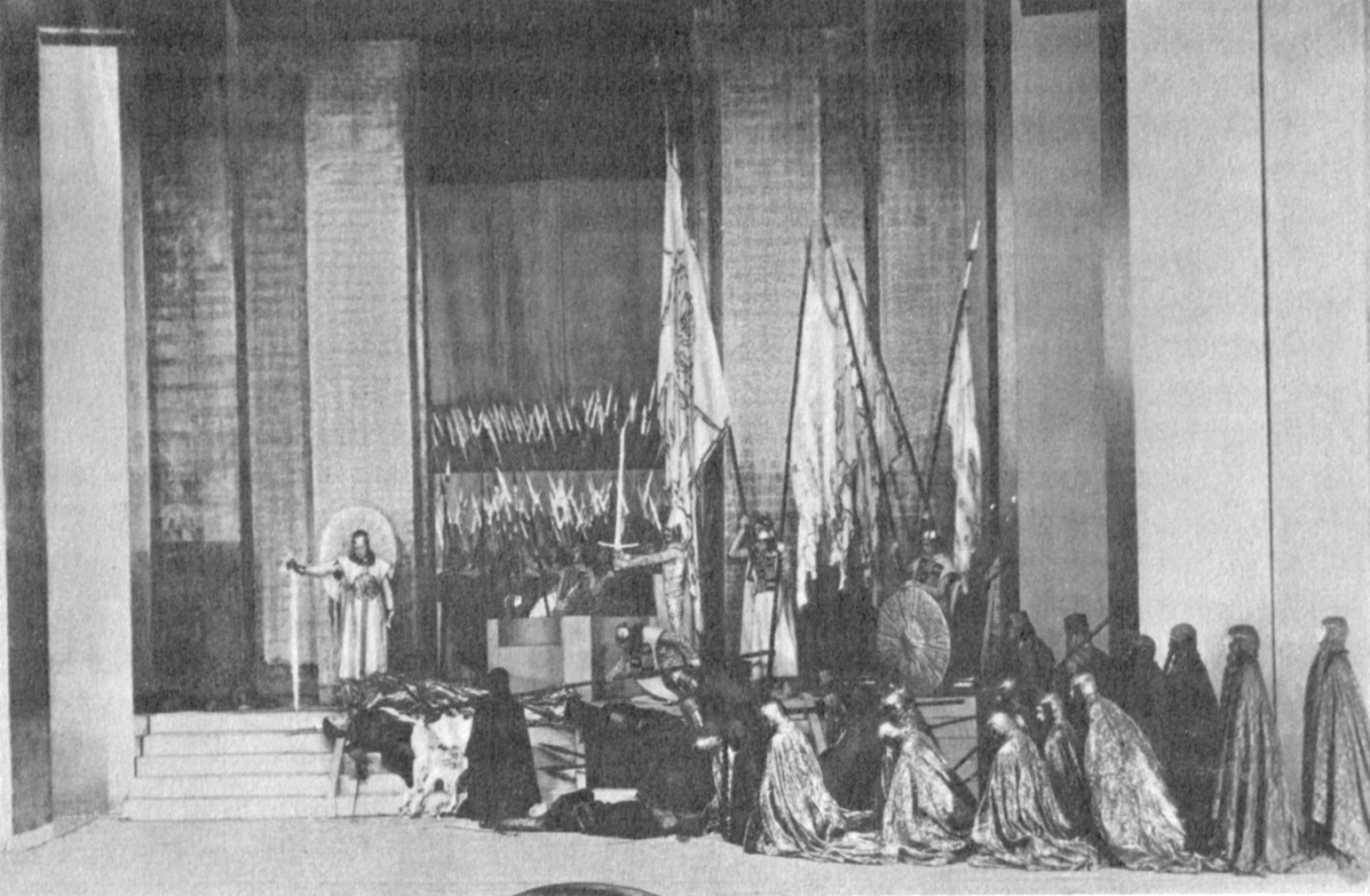
Escena final de Hamlet, de Craig

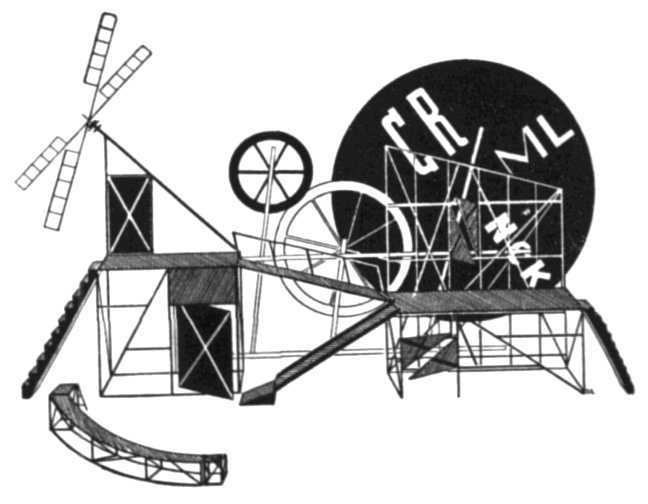
Croquis de l'escenari per a The Magnanimous Cuckold (1922), de Meyerhold

Pel que fa a espectacles i arts escèniques, l'objectiu dels futuristes italians és la màxima reacció del públic, amb la qual cosa no dubten a fer sortir els actors i objectes de l'escena per a envair l'espai del públic. Amb aquest objectiu es modernitza l'escenografia i el gènere escènic que preval és la revista (o espectacle de varietats), petits espectacles curts, anomenats teatre sintètic, de caràcter provocador i de vegades agressiu que provoquen facècies cruels i mulladers considerables, incloent-hi guerres d'espaguetis, avalots i batalles campals.
El gènere parateatral de la revista els permet el canvi ràpid o dinamisme, la varietat d'oferta i d'emocions, contrast, contacte directe amb el públic, ús de noves tecnologies i ells ho relacionen amb la modernitat. Al manifest Teatre de varietats (1913), Filippo Tommaso Marinetti vol renovar també el gènere de les varietats exagerant-ne el luxe i els contrastos perquè prevalgui la inversemblança i l'absurd.
Quant a l'escenografia, se centren en el moviment i les noves possibilitats cromàtiques a través de la llum i utilitzant les noves tecnologies. Valoren les aportacions d'Edward Gordon Craig, Loïe Fuller i Adolphe Appia. Giacomo Balla proposa coreografies de llum i color sense ballarins. En 1915, Enrico Prampolini va escriure el Manifest de l'escenografia i coreografia futurista.
A Rússia, el teatre i els rols de l'actor, el director i el públic canvien dràsticament. Meyerhold en 1912 defensa el teatre del grotesc, és a dir del contrast i síntesi de contraris, amb especial èmfasi en la plasticitat, el moviment del cos, el gest, la mímica i la dansa. Es basa en les aportacions de Craig i Appia, i fa servir textos de Maiakovski que, per la seva part, en 1913 va escriure Teatre, cinema, futurisme. Meyerhold després desenvoluparia el mètode d'entrenament actoral «biomecànica» i en l'aplicació a escena dels artistes constructivistes.

## Música

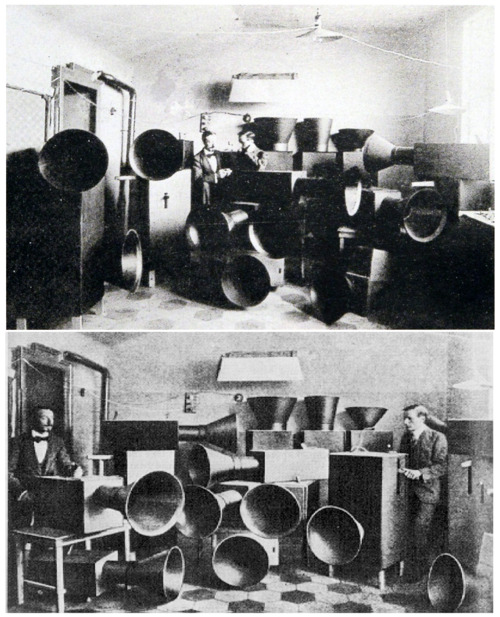
L'intonorumori de Rossolo, «entona-sorolls», pretén ser una màquina d'instruments musicals

El seu representant més il·lustre és Luigi Russolo, que amb l'intonarumori va reproduir el panorama sonor de la màquina, incorporant el soroll propi de l'època industrial al camp de la música. Escriví el manifest L'art dels sorolls. Es considera un dels primers filòsofs de la música electrònica i un dels primers compositors en música experimental (noise). L'art dels sorolls incorporaba sons mecànics i industrials que reflectien el so de la vida moderna.
Els músics futuristes valoraven la creativitat i la llibertat a l'hora d'expressar-se musicalment, i utilitzaran instruments no convencionals que produiràn sons únics i característics. Es voldran allunyar de la música tradicional i és per això que exploraran noves dimensions musicals.
L'altre músic destacat del moviment futurista fou Francesco Balilla Pratella.

## Fotografia
El cinema i les pel·lícules prenen molta més importància que la fotografia, estàtica. Així i tot, a la fotografia s'intenta també captar el moviment, per exemple en una mena de fotografia estroboscòpica o sèrie de fotografies preses a gran velocitat i impreses en un sol pla que a l'ull de l'espectador creaven sensació de moviment. Alguns exemple són el Jeroglífic dinàmic de Bal Tabarin (1912) i el Tren suburbà (1915) de Gino Severini. Altres fotògrafs reconeguts del moviment futurista van ser els germans Bragaglia, Anton i Artur.
Als Països Catalans destaca Anton Giulio Bragaglia (1890-1960) amb les seves imatges fotodinàmiques inspirades de la cronofotografia.

## Arquitectura

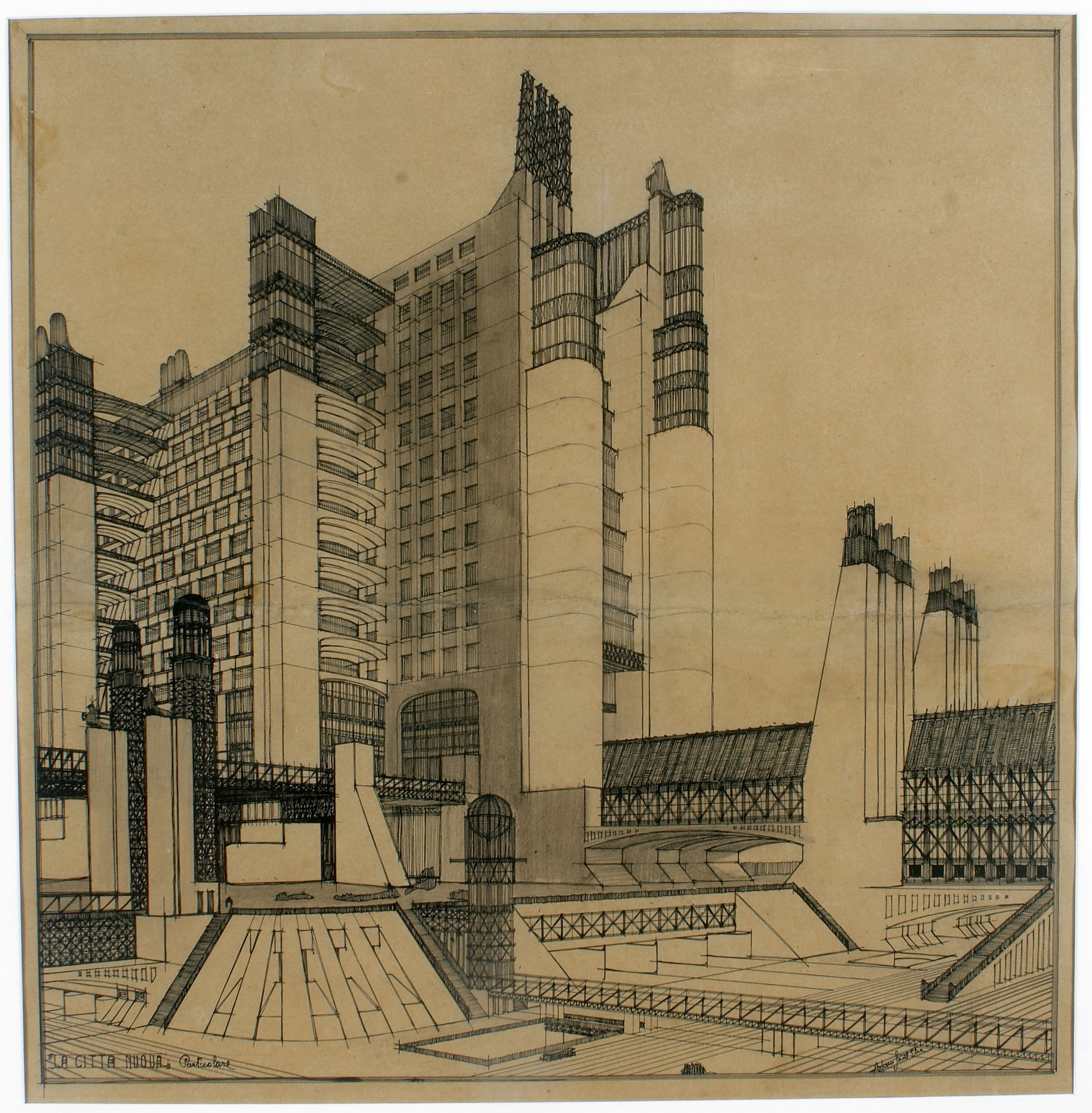
Antonio Sant'Elia

El màxim representant de l'arquitectura futurista és Antonio Sant'Elia. En 1914 va presentar un manifest de l'arquitectura futurista i el projecte «La Ciutat Nova», al qual proposava un món vertical i mecànic, connectat per mitjà d'ascensors de vidre i metall.
Els arquitetes futuristes projectaran edificis de grans altures, incorporant formes estructurals complexes, amb l'ús de curves suaus i línies dinàmiques. Els materials predominants van ser el metall, el cristall i el formigó.

## Llegat
El futurisme va influir en molts altres moviments artístics del segle xx, com ara l'art déco, el vorticisme, el constructivisme, el surrealisme, el dadaisme i molt més tard el neofuturisme i els artistes de linogravat de l'escola Grosvenor. El futurisme com un moviment artístic coherent i organitzat es considera ara extingit, després d'haver mort el 1944 amb el seu líder Marinetti.
No obstant això, els ideals del futurisme continuen sent components significatius de la cultura occidental moderna; l'èmfasi en la joventut, la velocitat, el poder i la tecnologia que s'expressen en gran part del cinema i la cultura comercials moderns. Ridley Scott va evocar conscientment els dissenys de Sant'Elia a Blade Runner. Els ecos del pensament de Marinetti, especialment el seu «somni de metal·lització del cos humà», encara són molt freqüents a la cultura japonesa, i apareixen al manga/anime i les obres d'artistes com Shinya Tsukamoto, director de les pel·lícules Tetsuo (lit. «Home de ferro»). El futurisme ha produït diverses reaccions, inclòs el gènere literari del cyberpunk —en què la tecnologia sovint es tractava amb un ull crític—, mentre que els artistes que van arribar a ser destacats durant el primer esclat d'Internet, com ara Stelarc i Mariko Mori, produeixen treballs que comenten els ideals futuristes i el moviment artístic i arquitectònic neofuturista en què la tecnologia es considera un motor per a una millor qualitat de vida i valors de sostenibilitat.
Una mena de ressorgiment del moviment futurista al teatre va començar el 1988 amb la creació de l'estil neofuturista a Chicago, que utilitza l'enfocament del futurisme en la velocitat i la brevetat per crear una nova forma de teatre immediat. Actualment, hi ha companyies neofuturistes actives a Chicago, Nova York, San Francisco i Montreal.
Les idees futuristes han tingut una gran influència en la música popular occidental; exemples inclouen ZTT Records, anomenat així pel poema de Marinetti Zang Tumb Tumb; la banda Art of Noise, que porta el nom del manifest de Russolo L'arte dei rumori (l'art dels sorolls); i el senzill d'Adam and the Ants «Zerox», amb una fotografia de Bragaglia de portada. També es poden distingir influències en la música de ball des dels anys vuitanta.
L'àlbum «Futurista» de 1986 del compositor japonès Ryuichi Sakamoto es va inspirar en el moviment. Conté un discurs de Tommaso Marinetti a la cançó «Variety Show».
El 2009, el director italià Marco Bellocchio va incloure art futurista al seu llargmetratge Vèncer (Vincere).
El 2014, el Museu Guggenheim de Nova York va presentar l'exposició «Italian Futurism, 1909-1944: Reconstructing the Universe" (Futurisme italià, 1909-1944: reconstruint l'univers), la primera visió global del futurisme italià que es va presentar als Estats Units.